# St. Peter und Paul (Höglwörth)

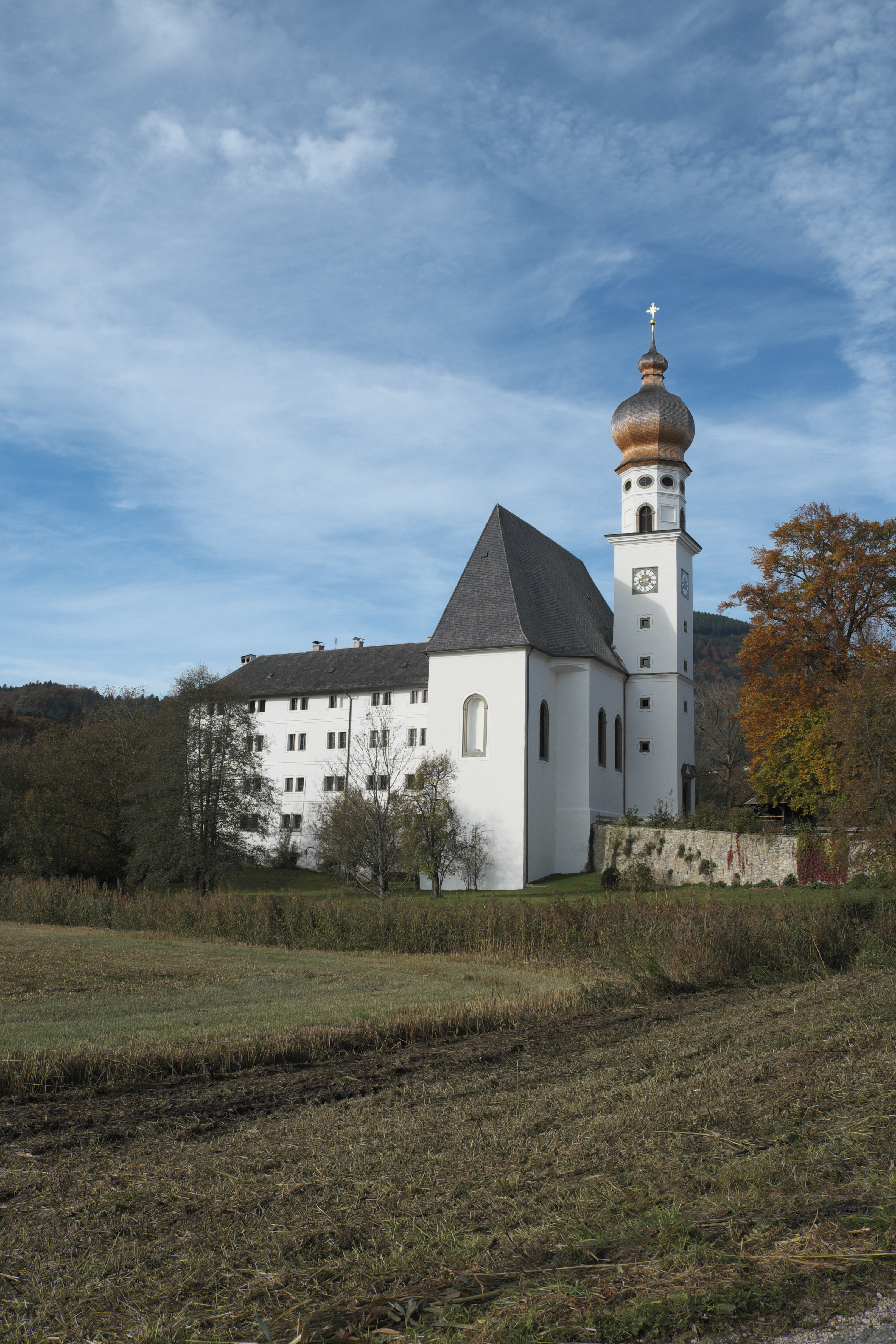
Ehemalige Augustiner-Chorherrenstiftskirche St. Peter und Paul

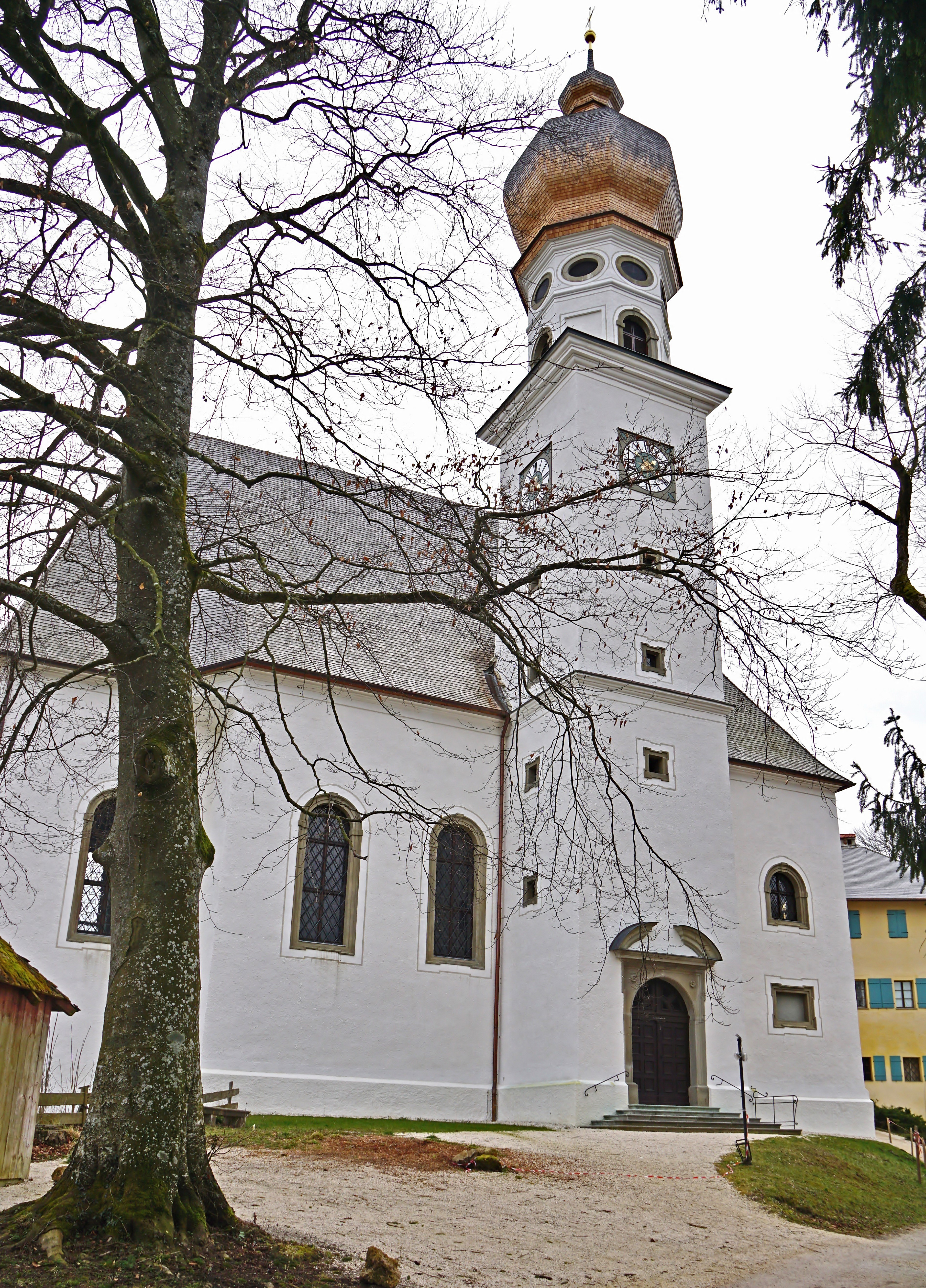
Glockenturm und Portal

Die römisch-katholische Filialkirche St. Peter und Paul in Höglwörth, einem Ortsteil der Gemeinde Anger im oberbayerischen Landkreis Berchtesgadener Land, war ursprünglich die Stiftskirche des um 1125 gegründeten Augustiner-Chorherrenstiftes Höglwörth. Die heutige Kirche wurde im 17. Jahrhundert im Stil des Barock neu errichtet. In den Jahren 1760 bis 1785 erfolgte die Ausgestaltung der Kirche im Stil des Rokoko. Die Kirche steht unter dem Patrozinium der Apostel Petrus und Paulus  und ist ein geschütztes Baudenkmal.

## Geschichte
Für das Jahr 1219 ist die Weihe einer dreischiffigen Basilika belegt. Von diesem romanischen Vorgängerbau ist nur noch der Chor erhalten. Im Jahr 1311 erfolgte der Umbau der Kirche im Stil der Gotik. Zwischen 1675 und 1689 wurde eine neue Kirche gebaut, die 1689 geweiht wurde; in diesen Bau wurde der romanische Chor der Stiftskirche einbezogen und barock überformt. In den Jahren 1979 bis 1986 fand eine umfangreiche Restaurierung der Kirche statt.

## Architektur
An der Nordseite erhebt sich an der Stelle der ursprünglichen mittelalterlichen Zweiturmfassade der quadratische Glockenturm mit Zwiebelhaube. Das einschiffige Langhaus besitzt eine Stichkappentonne, die auf kräftigen Pilastern mit verkröpftem Gebälk aufliegt. Den westlichen Abschluss des Langhauses bildet eine Empore mit geschweifter Brüstung. Der eingezogene, rechteckig geschlossene Chor, der noch auf den romanischen Kirchenbau zurückgeht, wird von einem Kreuzgratgewölbe gedeckt.

## Stuck und Deckenmalereien
Der Stuckdekor im Stil des späten Rokoko wurde von Benedikt Zöpf ausgeführt, die Deckenfresken stammen von Franz Nikolaus Streicher. Auf dem Deckenbild im Chor ist die Abendmahlszene dargestellt. Das große Langhausfresko trägt die Signatur: „F. St. pin. 1765“ und stellt die Himmelfahrt Mariens dar. Im mittleren Bildfeld sind, umgeben von den Aposteln Petrus und Paulus, der heilige Augustinus, der heilige Norbert, der heilige Benedikt und die heilige Scholastika zu sehen. Am unteren Bildrand erinnern Augustinerchorherren und der Stifter des Klosters, Graf Luitpold III. von Plain († 1219), an die Klostergründung. Auch die seitlichen Deckenbilder nehmen auf die Klostergründung Bezug. Auf dem Fresko über der Empore sind König David mit der Harfe und die heilige Cäcilia an der Orgel dargestellt. Sie sind umgeben von den vier lateinischen Kirchenvätern, dem heiligen Ambrosius, dem heiligen Augustinus, Papst Gregor und dem heiligen Hieronymus. Im Zentrum des Bildes steht das Christusmonogramm, das von den Evangelistensymbolen gerahmt wird.

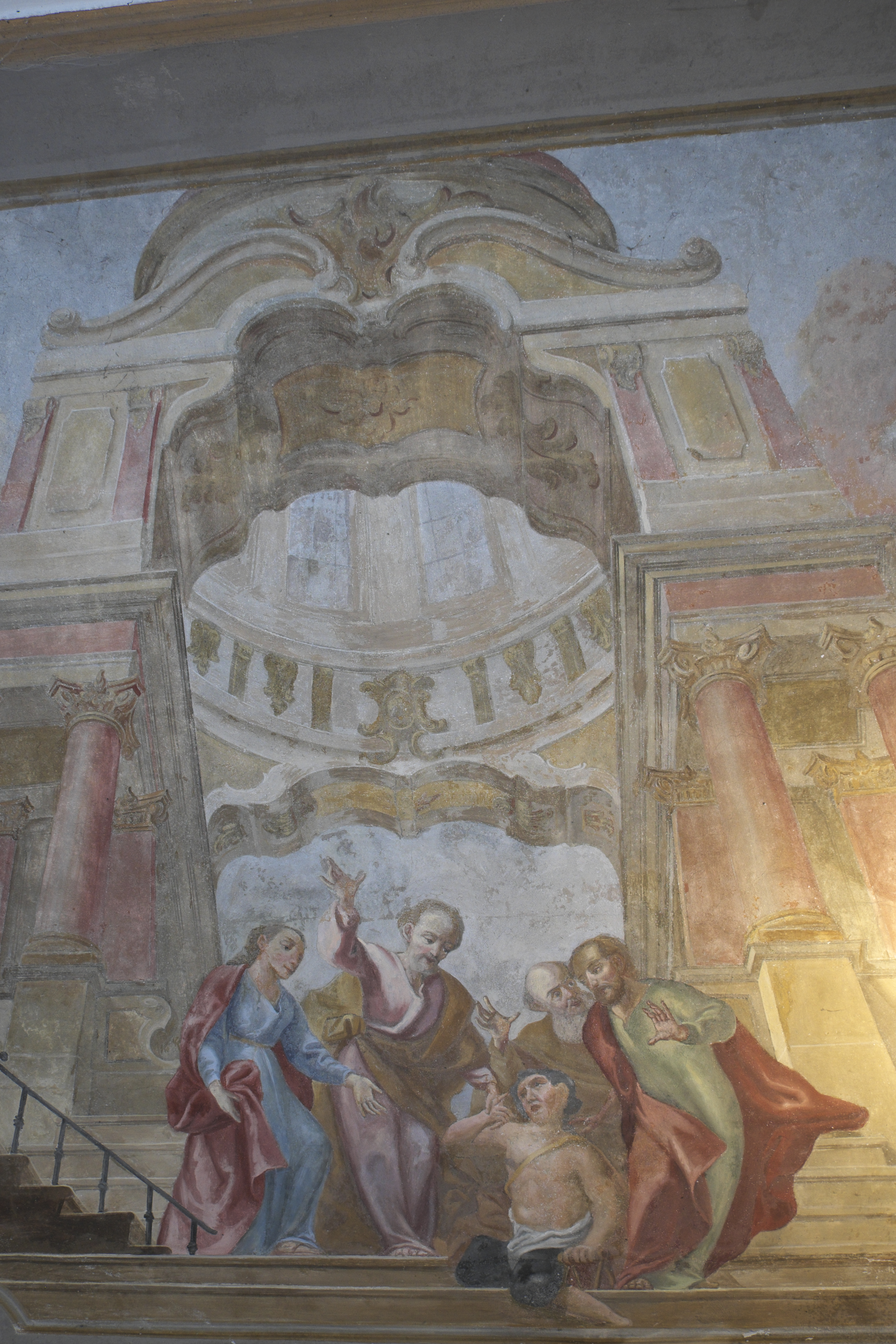
Deckenfresko
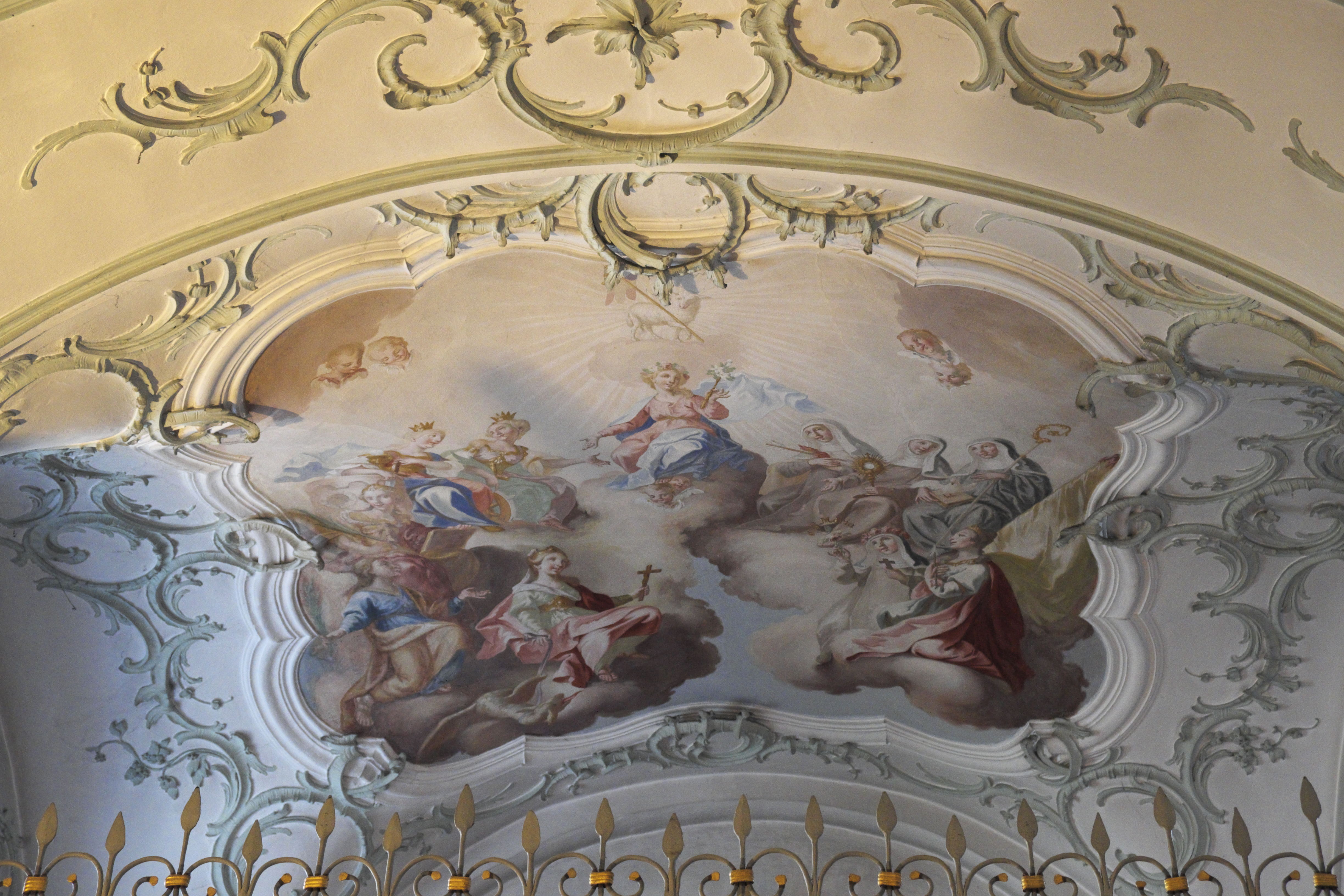
Deckenfresko
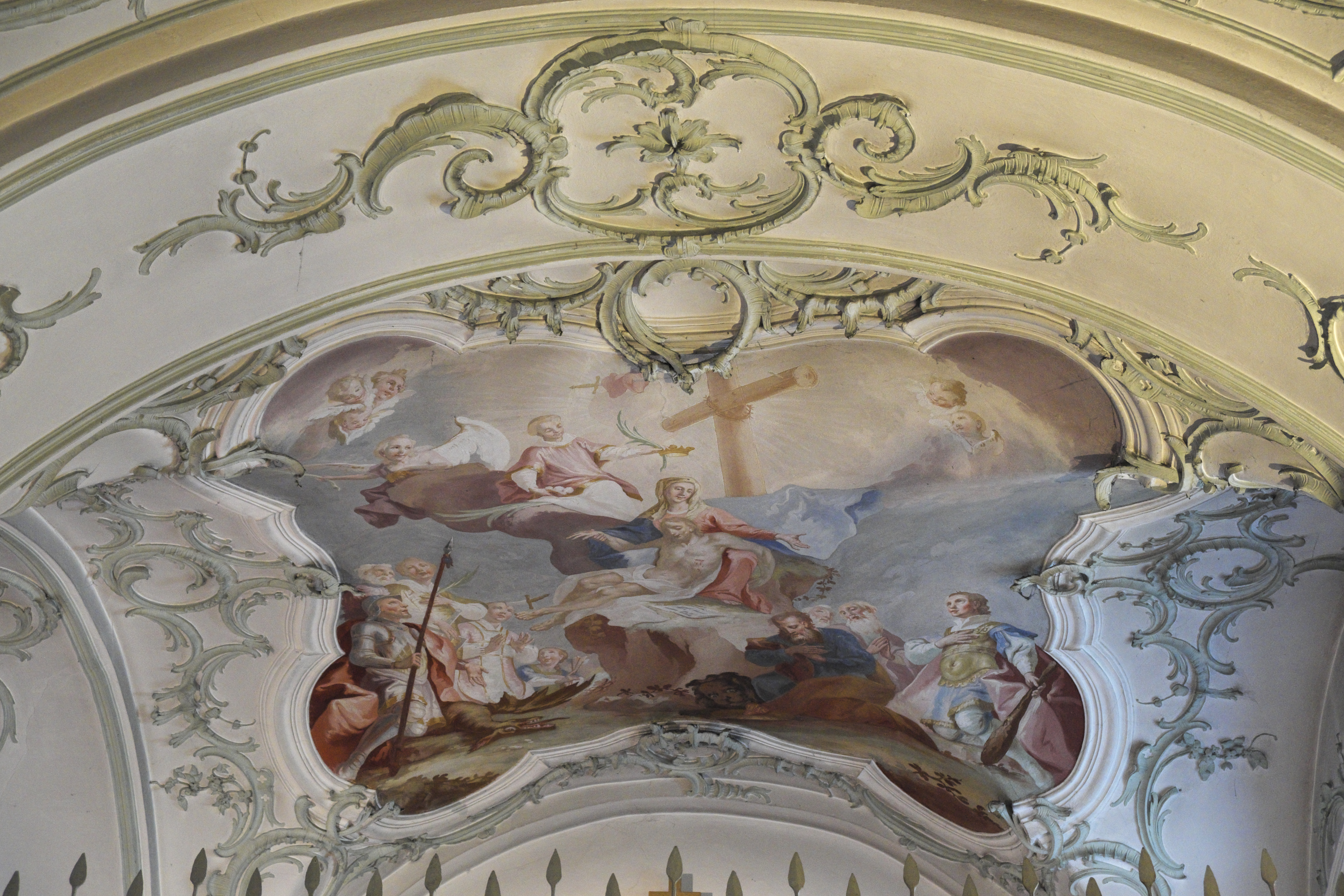
Deckenfresko
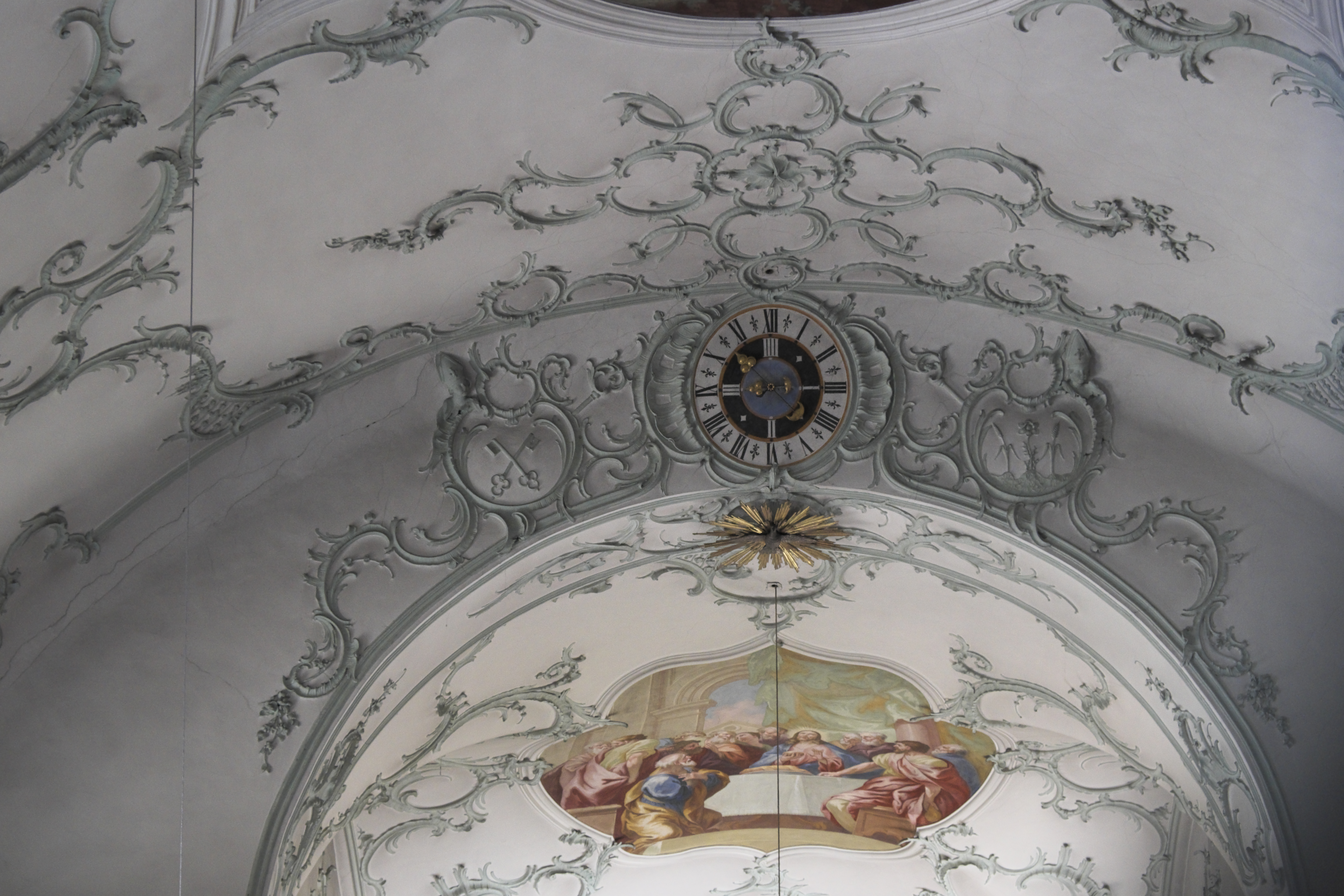
Stuckdekor am Chorbogen, Chorfresko mit der Abendmahlszene

## Ausstattung

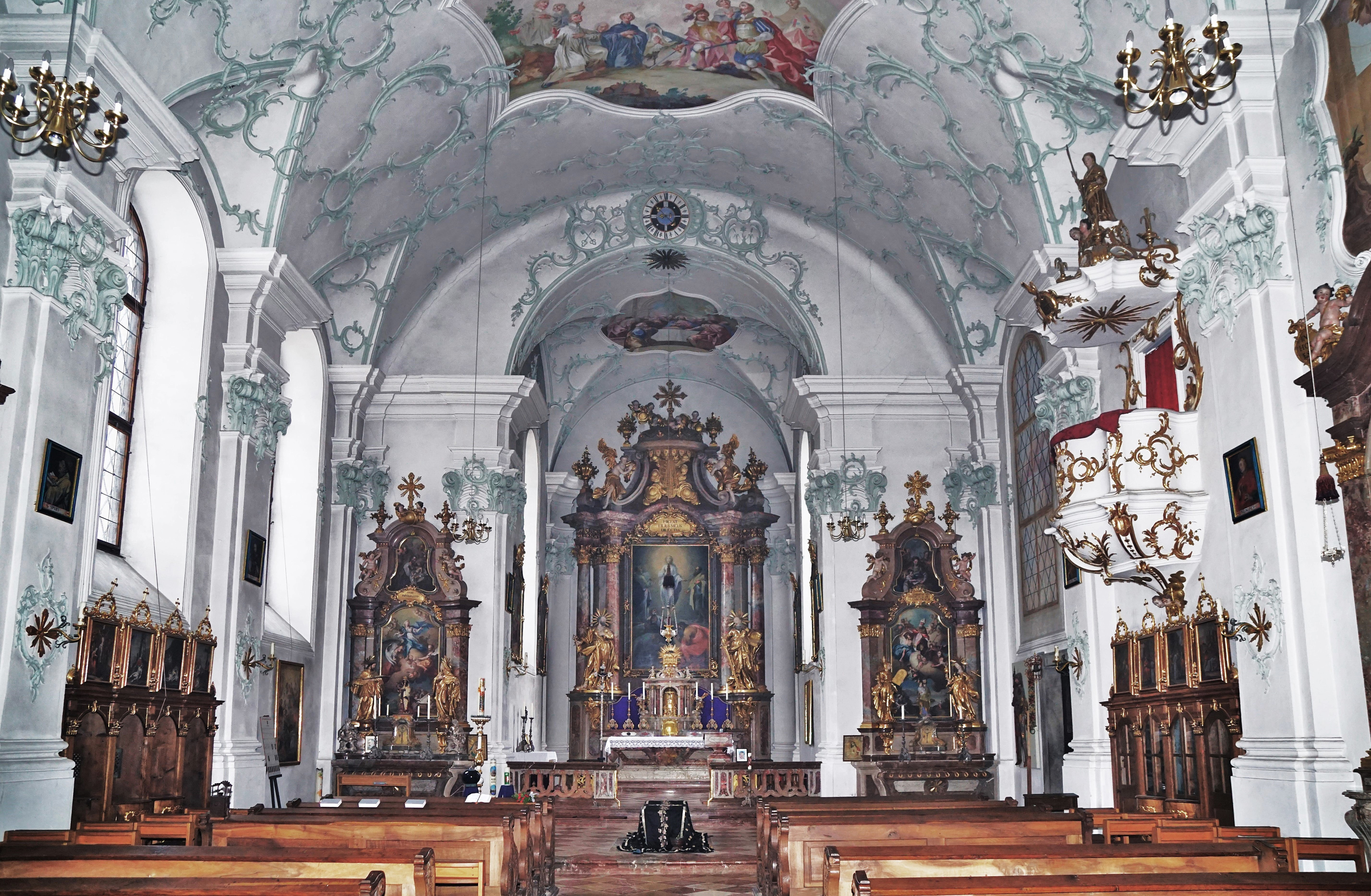
Innenansicht

- Der Hochaltar ist ein viersäuliger Ädikula-Altar aus der Mitte des 18. Jahrhunderts. Seitlich stehen die Schnitzfiguren der Kirchenpatrone Petrus und Paulus. Das Altarbild zeigt die Verklärung Christi mit den Propheten Moses links und Elias rechts sowie zu Füßen Johannes den Täufer und die Apostel Petrus und Jakobus. Es wurde 1601 von Francesco Vanni geschaffen.[3]
- Die Altarbilder der vier Seitenaltäre wurden wie die Deckenfresken von Franz Nikolaus Streicher ausgeführt.
- Die klassizistischen Altäre unter der Empore wurden von Wolfgang Hagenauer entworfen, die Skulpturen schuf der Bildhauer Franz de Paula Hitzl.
- Am Eingang zur Sakristei ist die holzgeschnitzte, farbig gefasste Halbrelieffigur des Stifters Luitpold III. von Plain angebracht, die um 1500, vermutlich von Lienhart Astl, für seine Tumba geschaffen wurde. Graf Luitpold ist mit einem spätgotischen Harnisch bekleidet, mit der rechten Hand hält er sein Wappenbanner, in der linken Hand sein Schwert.

## Orgel

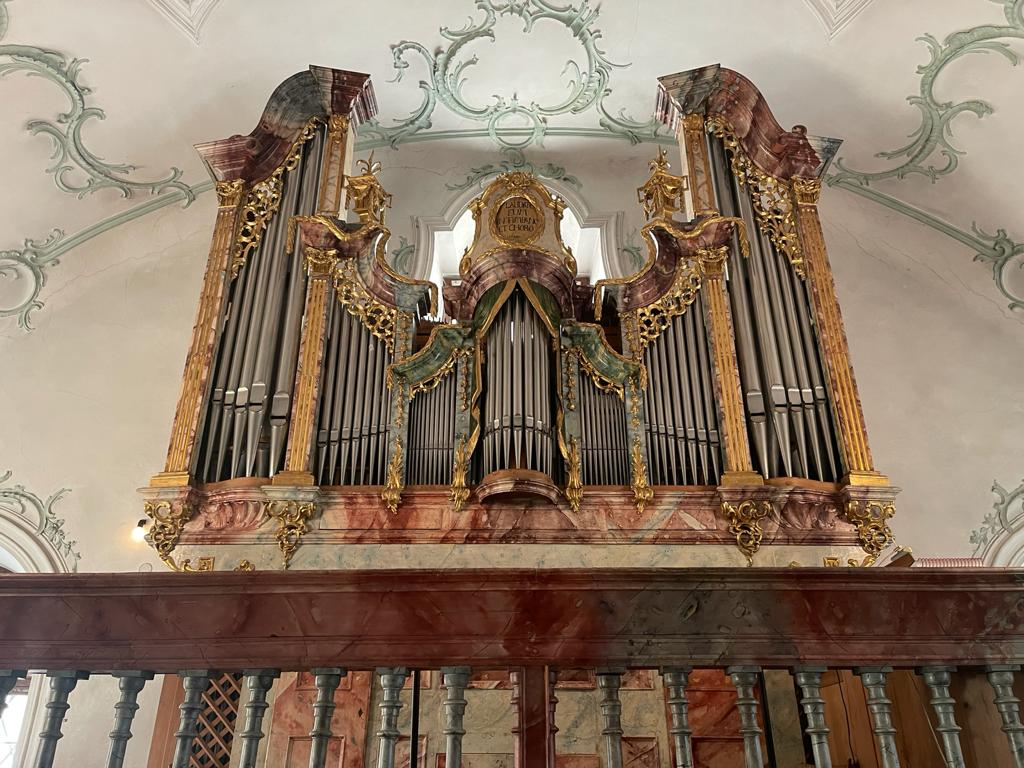

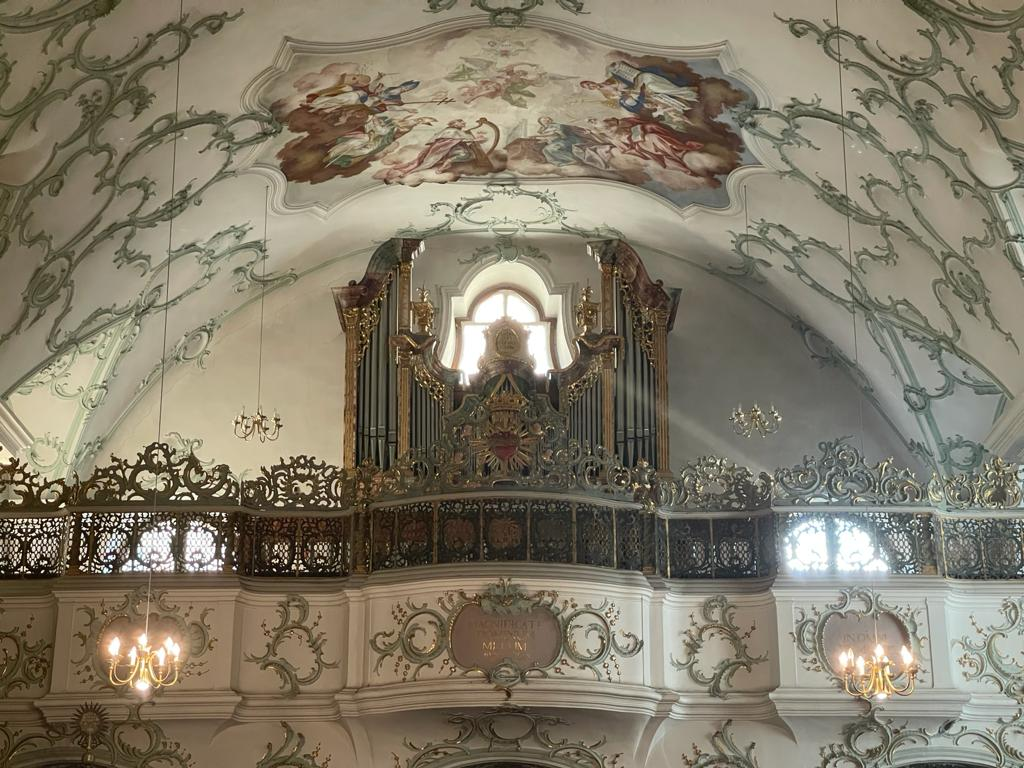
Blick auf die Orgel in der Stiftskirche Höglwörth

Die Orgel ist ein Werk der Orgelbaufirma Steinmeyer & Co (Öttingen). Sie wurde im Jahr 1952 in das vorhandene Gehäuse eingefügt und als opus 1821 erbaut. Ton- und Registertraktur ist elektrisch.
| I Hauptwerk C–g3 |       |
| Prinzipal        | 8′    |
| Copula           | 8′    |
| Oktav            | 4′    |
| Feldflöte        | 2′    |
| Quinte           | 2 ⁄3′ |
| Mixtur           | 1 ⁄3′ |

| II Oberwerk C–g3 |    |
| Holzgedackt      | 8′ |
| Dulzflöte        | 8′ |
| Quintatön        | 4′ |
| Oktav            | 2′ |
| Cymbalo          | 1′ |
| Tremulant        |    |

| Pedal C–f1 |     |
| Subbaß     | 16′ |
| Zartbaß    | 16′ |
| Oktavbaß   | 8′  |
| Pommer     | 4′  |

- Koppeln: II/I, I/P, II/P
- Spielhilfen: freie Kombination, Walze (mit Tritt "Walze ab"), Tutti
- Spieltisch: Spielschrank, Registerzüge